# Otto Dörr Zegers
Otto Dörr Zegers (n. 25 de diciembre, 1936, Curicó, Chile) es un médico cirujano chileno de ascendencia alemana, egresado de la Universidad de Chile (1961), psiquiatra, (Escuela de Postgrado de la Facultad de Medicina, Universidad de Chile (1968); Doctor en Medicina (Dr. med.), Universidad de Heidelberg (1972); especialista en psiquiatría y neurología, Universidad de Heidelberg (1980); especialista en Psicoterapia, Universidad de Heidelberg (1981). Profesor Emérito de la Universidad Diego Portales, Maestro de la Psiquiatría Chilena y Premio Nacional de Medicina 2018, por la paternidad de la entidad nosológica “Bulimia Nerviosa” (1994). Dörr la describió previamente como “Síndrome de hiperfagia y vómito secundario en la mujer joven”, en la Revista Chilena de Neuropsiquiatría en 1972, artículo que se publicó traducido al inglés en la “International Journal of Eating Disorders”.

## Biografía
Nació en Curicó el 25 de diciembre de 1936, hijo del Dr. Otto Dörr Valck y Teresa Zegers. En 1942 ingresa al Instituto San Martín de Curicó, llegando en 1951 al Colegio San Ignacio en Santiago. En 1954 ingresa a estudiar Medicina en la Universidad de Chile, finalizando su carrera en 1961 e iniciando ese año una beca de formación Psiquiátrica en la Universidad de Chile.
En 1962 se casa con Carmen Álamos Errázuriz, con la que inicia un viaje a España para formarse en Psiquiatría con el Profesor Juan José López Ibor (padre), catedrático de la Universidad Complutense de Madrid y Presidente de la Asociación Mundial de Psiquiatría. Durante este período participa en el Curso sobre "Historia de la Medicina", que imparte el profesor Pedro Laín Entralgo.
En 1963, Otto Dörr trabaja en la clínica del profesor Ruffin, en Freiburg, y luego culmina su formación en la Clínica Psiquiátrica de la Universidad de Heidelberg.
Entre 1963 y 1966, trabajó junto a D. Janz, W. Bräutigam, H. Kisker, H. Hippius y Hubertus Tellenbach, quien fue su profesor, amigo, guía y mentor. Todos ellos fueron figuras determinantes en el campo de la Neurología, la Psiquiatría y la Psicoterapia alemana moderna.
En 1966, el Dr. Otto Dörr regresa junto a su familia a Chile para trabajar junto al Profesor Prinz von Auersperg en la Universidad y en el Hospital Psiquiátrico de Concepción. Permanece en esta ciudad hasta 1970, año en que parte a Santiago, aceptando un cargo en la Clínica Psiquiátrica de la Universidad de Chile (1970-1976).
Renuncia a la Clínica Universitaria el 1.º de abril de 1976, a raíz de haber sido expulsado de todos los cargos y funciones que desempeñaba, por el nuevo director del Departamento impuesto por la dictadura Militar, trasladándose como interconsultor e investigador ad honorem al Instituto de Neurocirugía e Investigaciones Cerebrales de Santiago.
Entre 1978 y 1981 se establece con su familia en Heidelberg, en cuya Universidad completa su Doctorado en Psiquiatría y su formación como neuropsiquiatra y psicoterapeuta. Bajo la tutela del profesor Werner Janzarik, se desempeña como Jefe de Clínica y realiza docencia en las Facultades de Medicina y de Psicología. Junto a Hubertus Tellenbach colabora en el posicionamiento internacional de la Fenomenología y de la corriente antropológica de la Psiquiatría, así como en estudios sobre la melancolía y la depresión.
En 1981 regresa a Chile a ocupar un cargo de Jefatura del Sector 3 en el entonces Hospital Psiquiátrico de Santiago, hoy Instituto José Horwitz Barak, encomendado por el profesor Mario Gomberoff. Entre 1989 y 1992, fue director del Departamento de Psiquiatría del Campus Sur de la Facultad de Medicina de la Universidad de Chile y entre 1992 y 2008 fue jefe de Servicio Clínico del Hospital Psiquiátrico de Santiago. En este recinto asistencial formó a alrededor de 400 becados chilenos y recibió a alrededor de 30 psiquiatras extranjeros para estancias de postgrado y por distintos períodos.
En 2020 se desempeña como profesor titular de la Facultad de Medicina de la Universidad de Chile, ejerciendo labores docentes de pre y postgrado. Paralelamente, dirige el Centro de Estudios de Fenomenología y Psiquiatría en la Universidad Diego Portales.
Otto Dörr Zegers pertenece actualmente a cinco sociedades científicas en Chile y a 12 en el resto del mundo. Ha sido editor y miembro del consejo editorial de más de una decena de revistas científicas, entre las cuales destaca “Philosophy, Ethics and Humanities in Medicine” (Austin/Texas y Londres). Es Profesor Titular de Psiquiatría de la Facultad de Medicina de la Universidad de Chile y ha ejercido la docencia en las universidades de Heilderberg, Leipzig, París, Madrid, Barcelona, Berna y Sao Paulo. Ha realizado 211 presentaciones en seminarios, congresos y simposios nacionales, y cerca de 200 internacionales. Su trayectoria incluye 71 publicaciones en revistas científicas nacionales, 72 en internacionales y una veintena de premios, becas y distinciones tanto en Chile como en el extranjero.

## Premios y distinciones
- Premio “Claudio Orrego Vicuña”, otorgado por el Instituto Chileno de Estudios Humanísticos, “por sus contribuciones al humanismo” (1986).
- Premio Anual en la categoría “Ciencia” de la Editorial Los Andes (1988).
- Nombrado por la Asociación Mundial de Psiquiatría (WPA), como único representante de Hispanoamérica, en una comisión ad hoc de siete miembros, encargada de investigar el uso político de la psiquiatría en la ex Unión Soviética (1991)[5]
- Premio Internacional otorgado por la Fundación “Dr. Margrit Egnér” y la Universidad de Zürich, Suiza, por sus “contribuciones a la Medicina y la Psicología Antropológicas” (1992)[27] Reconocimiento Internacional de la paternidad de la entidad nosológica “Bulimia Nerviosa” (1994).[13][28]
- Premio de la Sociedad Chilena de Neurología, Psiquiatría y Neurocirugía por “Aportes Extraordinarios a la Especialidad” (1994).
- Elegido Miembro de Número de la Academia de Medicina del Instituto de Chile (1998).
- Nombrado Maestro de la Psiquiatría Chilena por la Sociedad de Neurología, Psiquiatría y Neurocirugía (2001).[12]
- Nombrado Miembro Correspondiente de la Real Academia de Medicina de Cataluña (2002).[29]

### Premio Nacional de Medicina
La mayor contribución de Dörr a nivel mundial es su creación del concepto de la Bulimia nerviosa. Dörr describió esta patología con el nombre «Síndrome de hiperfagia y vómito secundario en la mujer joven», en un artículo publicado en la Revista Chilena de Neuropsiquiatría en 1972. Sin embargo, siete años después el autor británico; Gerald Russell fue considerado como el creador del concepto.
Después de 15 años, Dörr fue reconocido como el verdadero «padre de la bulimia», lo que se materializó en una publicación en la revista británica «International Journal of Eating Disorders», en la que se difundió el artículo original traducido al inglés.
El Premio Nacional de Medicina es un reconocimiento que se entrega desde el año 2001 por la Academia Chilena de Medicina en conjunto con la Asociación de Sociedades Médicas de Chile, la Asociación de Facultades de Medicina de Chile y el Colegio Médico de Chile, cuyo objetivo es reconocer la trayectoria de profesionales que han destacado por sus aportes al área de la salud, junto con ejercer algún rol en materia de docencia, investigación y/o administración académica. 
En el contexto de la entrega del Premio Nacional, se intentó involucrar al psiquiatra en causas de Derechos Humanos. Las acusaciones fueron desestimadas por sus mismos colegas y por la Comisión que otorga el Premio Nacional de Medicina finalmente le otorgaron el galardón en una ceremonia en el Instituto Chile, en octubre de 2019.

## Academias y asociaciones nacionales e internacionales

### Internacionales
- Asociación Mundial de Psiquiatría, WPA (1970). Miembro Individual.
- Sociedad Iberoamericana de Neurología (1974). Miembro Fundador.
- Sociedad Peruana de Psiquiatría y Neurología (1974). Miembro Correspondiente.
- Sociedad Peruana de Psiquiatría y Neurología (1984). Miembro de Honor.
- Sociedad Española de Psiquiatría (1985). Miembro de Honor.
- American Psychiatric Association (1987). Miembro Correspondiente.
- Sociedad Alemana de Medicina, Psicología y Psicoterapia Antropológica y
- Analítico Existencial (1988). Miembro Correspondiente.
- Colegio Internacional de Neuropsicofarmacología, CINP (1996).
- Sociedad Argentina de Trastornos de Ansiedad (1997). Miembro de Honor.
- Sociedad Alemana de Medicina, Psicología y Psicoterapia Antropológica y
- Analítico Existencial (2002). Miembro de Honor.

### Nacionales
- Sociedad Chilena de Neurología, Psiquiatría y Neurocirugía (1967). Miembro del Directorio en varios períodos.
- Sociedad Médica de Concepción (1968).
- Sociedad Chilena de Salud Mental (1985). Miembro Honorario (2002).
- Sociedad Chilena de Filosofía (1986).
- Colegio Chileno de Neuropsicofarmacología (1996).

## Controversias
Se ha cuestionado la relación de Otto Dörr con el asentamiento alemán Colonia Dignidad, que funcionó como centro clandestino de detención, tortura y asesinato durante la dictadura de Pinochet y donde se cometieron una serie de delitos tanto a los colonos como a los lugareños, como abuso de menores, adopciones ilegales, restricciones a la libertad de movimiento y trabajo, así como medicación forzada y tortura.
Dörr defendió públicamente al enclave a través de dos cartas publicadas en el diario El Mercurio en los años 1996 y 1997. En ellas se cuestionaban los allanamientos realizados por la polícía y dirigidos a encontrar a Paul Schäfer, líder de la colonia y que entonces era acusado de abusos deshonestos. A lo largo de los años, se ha acusado a Dörr de ser parte del grupo de académicos, políticos, militares, clérigos, y empresarios, que apoyaban públicamente el régimen impuesto en Colonia Dignidad y que ayudaron a que múltiples denuncias fueran acalladas o desoídas. Las imputaciones que se han realizado a Dörr incluyen haber sostenido públicamente que las madres de los menores sustraídos y abusados actuaban por estímulos económicos, justificar el tratamiento que se les daba a los colonos y negar los delitos cometidos
En 2020 fue sancionado éticamente por el Colegio Médico, cuya directiva se restó de participar en la ceremonia de entrega del Premio Nacional de Medicina 2018 otorgado al Dr. Dörr. La sanción se concentró en dos faltas vinculadas con el ejercicio de la medicina; haber vinculado la pederastia con la homosexualidad y la falta de atención hacia Karl Albert Stricker, ambos hechos ocurridos a mediados de los años 90. Stricker, en 1996, logró fugarse de la Colonia y luego de ser devuelto a ella, fue presentado en su favor un recurso de amparo por abogados chilenos. En esa oportunidad, el Dr. Dörr emitió un certificado en el que recomendaba al Tribunal de Parral no tomar declaración judicial de Stricker, lo que influyó en que el recurso fuera desestimado y que, a juicio del Tribunal de Ética Médica, el colono continuara "con una vida de esclavitud y abusos hasta su muerte”. Dörr se refiró a estas sanciones como una "supuesta negligencia" y si bien en 2013 se retractó del apoyo brindado a Colonia Dignidad en los años 90, con posterioridad ha acusado al gobierno chileno de haber organizado una campaña de odio en contra de la Colonia y ha defendido su rol personal por "haber sido una especie de voz en el desierto para defender a los muchos otros colonos que nada tuvieron que ver con estos crímenes".